# NGC 472
NGC 472 je spirální galaxie v souhvězdí Ryb. Její zdánlivá jasnost je 13,1m a úhlová velikost 1,3′ × 1,1′. Je vzdálená 244 milionů světelných let, průměr má 90 000 světelných let. Galaxii objevil 29. srpna 1862 Heinrich d'Arrest.